# Leonhard Aloys Joseph Nellessen
 (novembre 2022).
Leonhard Aloys Joseph Nellessen (né le 1er janvier 1783 à Aix-la-Chapelle, mort le 18 mai 1859 dans la même ville) est un prêtre catholique allemand, partisan de l'ultramontanisme.

## Biographie
Issu de la famille Nellessen, une riche famille d'industriels du textile, neveu de Franz Carl Nellessen (de), il reçoit d'abord l'éducation d'un précepteur jésuite puis étudie la philosophie et la théologie auprès des Frères mineurs conventuels d'Aix-la-Chapelle. Il apprend aussi l'hébreu auprès d'un rabbin. À l'automne 1808, peu de temps avant la mort de l'évêque d'Aix-la-Chapelle Marc-Antoine Berdolet, il est ordonné prêtre par ce dernier, cependant il n'est pas affecté à une paroisse à cause de problèmes de santé, aussi car il ne reconnaît pas l'autorité de Napoléon Ier, ni du nouvel évêque nommé par l'empereur Jean Denis François Camus.
Pendant plusieurs années, il est précepteur auprès d'étudiants qui ont une vocation spirituelle et fait souvent des messes à l'église Saint-Nicolas (de), l'église des Frères mineurs. En 1817, il est nommé prêtre de cette église par le vicaire général du diocèse Martin Wilhelm Fonck (de).
Durant son sacerdoce, Nellessen est un partisan strict de l'ultramontanisme. Il s'oppose aussi aux thèses de Georg Hermes, soutenus entre autres par l'archevêque Ferdinand August von Spiegel, partisans d'un catholicisme des Lumières. Cette opposition paraît aussi dans un conflit entre l'État prussien et l'Église catholique. Pour former un mouvement, Nellessen fonde un dit "Cercle des prêtres d'Aix-la-Chapelle", comprenant Johannes Theodor Laurent qui sert d'informateur au Saint-Siège, et Andreas Fey, le frère de Clara Fey.
Nellessen exprime son idéologie ultramontaniste dans des sermons, des oraisons funèbres et des écrits polémiques, il est ainsi censuré et arrêté à plusieurs reprises. Il se bat à coup d'articles dans des journaux d'Aix-la-Chapelle et de Cologne avec un autre prêtre d'Aix-la-Chapelle puis le philosophe Peter Joseph Elvenich et Hermann Joseph Stupp (de), futur maire de Cologne, partisans de Hermes. Stupp répond dans une lettre à Nellessen notamment lorsque le prêtre tient des propos discriminatoires envers les partisans de Hermes à l'occasion de l'oraison funèbre de Clément-Auguste Droste zu Vischering, l'archevêque de Cologne, mort en 1845.
Devenu aveugle en 1847, Nellessen soutient la création de l'ordre des sœurs du Pauvre Enfant Jésus et les aide à construire une église néo-gothique. De même, il assiste au retour du collège jésuite en lui donnant une partie de sa grande fortune.
À l'occasion de son jubilé sacerdotal, Leonhard Nellessen est fait en 1858 doctorat honoris causa par la Katholieke Universiteit Leuven. Il est enterré au cimetière de l'Est d'Aix-la-Chapelle.